# Joseph Davidson Qualtrough
Pour les articles homonymes, voir Qualtrough.
Sir Joseph Davidson Qualtrough, né à Castletown le 11 juin 1885 et mort le 14 janvier 1960, est un homme politique mannois.

## Biographie
Il a étudié au King William's College et a servi dans l'Army Ordnance Corps de 1915 à 1919 en tant que lieutenant.
Il a été nommé porte-parole de la House of Keys le 7 décembre 1937 et a conservé ce statut jusqu'à sa mort, le 14 janvier 1960.